# Piotr Rachwalski
Piotr Rachwalski (ur. 20 listopada 1973 w Wągrowcu) – ekspert ds. transportu publicznego, manager, społecznik. Z wykształcenia mechanik, ekolog i transportowiec.
Absolwent studiów na Wydziale Nauk Geograficznych i Geologicznych oraz Wydziale Biologii Uniwersytecie Adama Mickiewicza w Poznaniu oraz Wydziale Ekonomicznym Uniwersytetu Gdańskiego. Działacz na rzecz praw człowieka, członek m.in. organizacji antyrasistowskich i ekologicznych. Przez lata związany z działalnością kulturalno-społeczną skłotu Rozbrat w Poznaniu, współtwórca Stowarzyszenia Inicjatyw Społecznych „Ulica” oraz Wolnościowego Towarzystwa Ubezpieczeń Wzajemnych ACK, zajmującego się pomocą dla więźniów politycznych. W 2009 wygrał sprawę przed Europejskim Trybunałem Praw Człowieka dotyczącą najścia policji na skłot we Wrocławiu. Założyciel i wieloletni działacz Stowarzyszenia Użyteczności Publicznej „Aktywne Pomorze”, gdzie m.in. przygotowywał standardy infrastruktury rowerowej w Słupsku czy strategie transportowe. Były członek Rady Partnerstwa dorzecze Słupi (Program LIDER+). Współpracownik Helsińskiej Fundacji Praw Człowieka. Radny miasta Wągrowiec w kadencji 1994–1998. W 2020 prowadził działania na rzecz zachowania mostu kolejowego w Pilchowicach.
Manager i konsultant w zakresie transportu publicznego. W 1999 powołał do życia Instytut Rozwoju i Promocji Kolei, zajmujący się wdrażaniem nowoczesnych, alternatywnych i prospołecznych rozwiązań w transporcie oraz kreowaniem świadomości społecznej. Założyciel i szef firmy przewozowej Nord Express. W latach 2014–2019 prezes Kolei Dolnośląskich, w czasie jego kadencji nastąpił wzrost liczby przewożonych pasażerów z 2,3 mln do 11,4 mln rocznie. Prezes Wałbrzyskiego Centrum Sportowo-Rekreacyjnego "Aqua-Zdrój". W latach 2020–2022 prezes PKS Słupsk, następnie w latach 2023–2024 prezes PKM Świerklaniec.

## Kalendarium kariery
- 2002–2009 – prezes zarządu – Instytutu Rozwoju i Promocji Kolei[12]
- 2004–2014 – prezes zarządu – Nord Express[13]
- 2014–2019 – prezes zarządu – Kolei Dolnośląskich[14]
- 2016–2019 – członek rady – Związku Samorządowych Przewoźników Kolejowych[15]
- 2019–2020 – prezes zarządu – Aqua Zdrój[16]
- 2020–2022 – prezes zarządu – PKS Słupsk[17]
- 2023–2024 – prezes zarządu – PKM Świerklaniec[18]
- od 2024 – prezes zarządu – Stowarzyszenia Operatorów Publicznego Transportu Zbiorowego Polski PKS[19]
- od 2024 – członek zarządu – Centralnego Portu Komunikacyjnego[20]